# Nice hockey élite
Le Nice hockey élite (NHE) couramment appelé Aigles de Nice, est un club français de hockey sur glace domicilié à Nice et fondé en 1969, évoluant en Ligue Magnus, le plus haut niveau français depuis la saison 2016-2017.
La patinoire du Nice hockey élite est située au sein du palais des sports Jean-Bouin à Nice, et dispose d'une capacité d'environ 1 200 places.
Les Aigles de Nice sont présidés par Filipe Bastos et l'équipe senior est entraînée par Marc-André Lévesque.

## Histoire

### Club des Patineurs de la Riviera

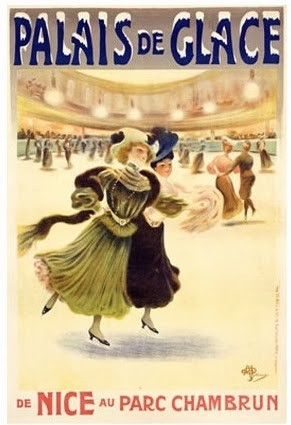
Affiche du Palais de Glace.

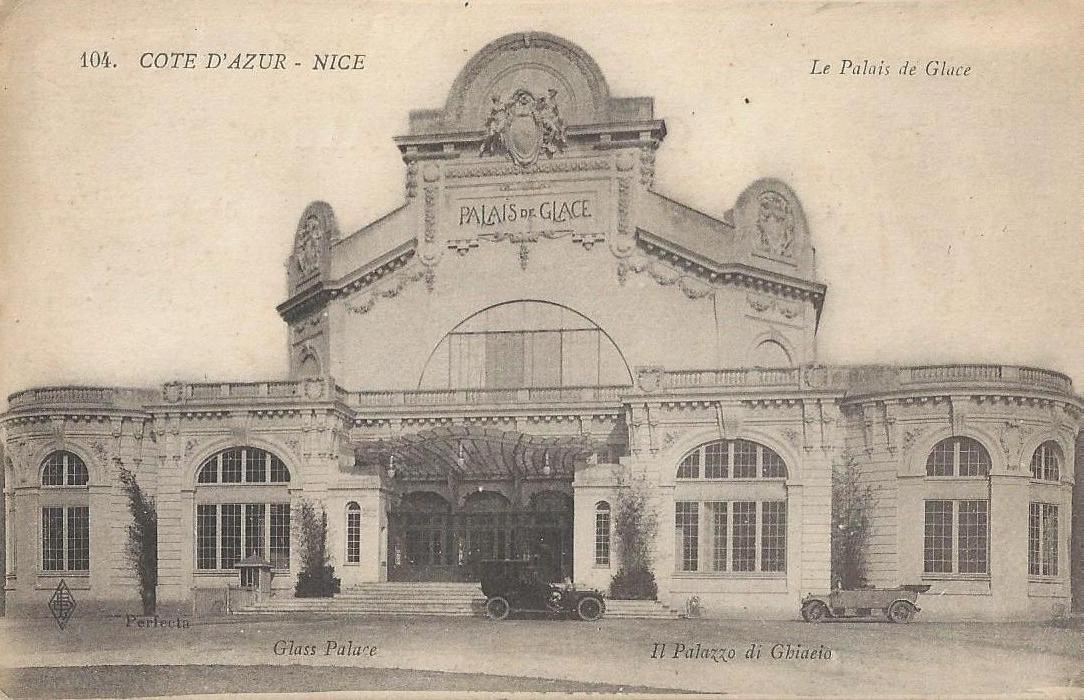
Palais de Glace au parc Chambrun.

La première mention d'un club de hockey sur glace niçois remonte à 1906 avec la création du Club des Patineurs de la Riviera. Au même moment, une patinoire (le Palais de Glace) est installée au parc Chambrun dans le quartier Saint-Maurice, qui sera finalement démolie après la Première Guerre mondiale. En attendant la fin des constructions l'équipe joue à Peïra-Cava.
En février 1909, l'équipe joue deux matchs contre le FP Belgique.

### Nice Hockey Club

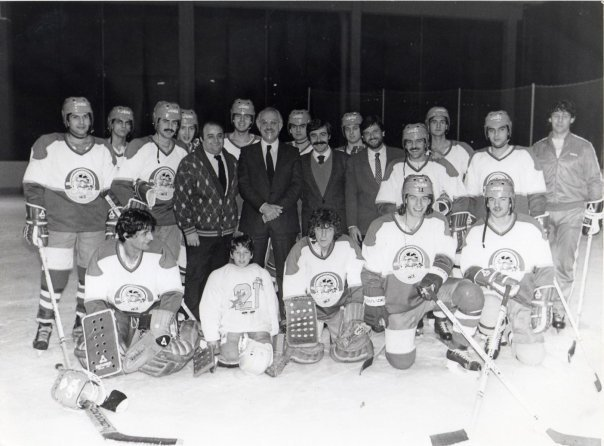
L'équipe en 1984.

Le Nice Hockey Club (NHC), né en 1969, joue sa première saison dans le plus bas échelon, en 2e série. À la saison 1978-1979, le club s'incline en finale de la division (devenue Nationale C) face à Épinal (4-4 ; 7-3) et accède ainsi en Nationale B.
Nice remporte également le 31 mars, la Coupe de France Nationale C face à Dunkerque (8-4), son premier trophée.
Durant quatre saisons, Nice évolue en Nationale B atteignant alternativement le Critérium Nationale B (pour la promotion) ou la Poule de maintien. À l'issue de la saison 1982-1983, alors que le club avait obtenu son maintien à l'issue de la Poule de maintien, le club est obligé de déclarer forfait pour la saison suivante après l'incendie de sa patinoire et est relégué en Nationale C. La saison suivante, le club s'installe à la patinoire du Palais des Sports Jean-Bouin et remporte la Nationale C, son premier titre en championnat.

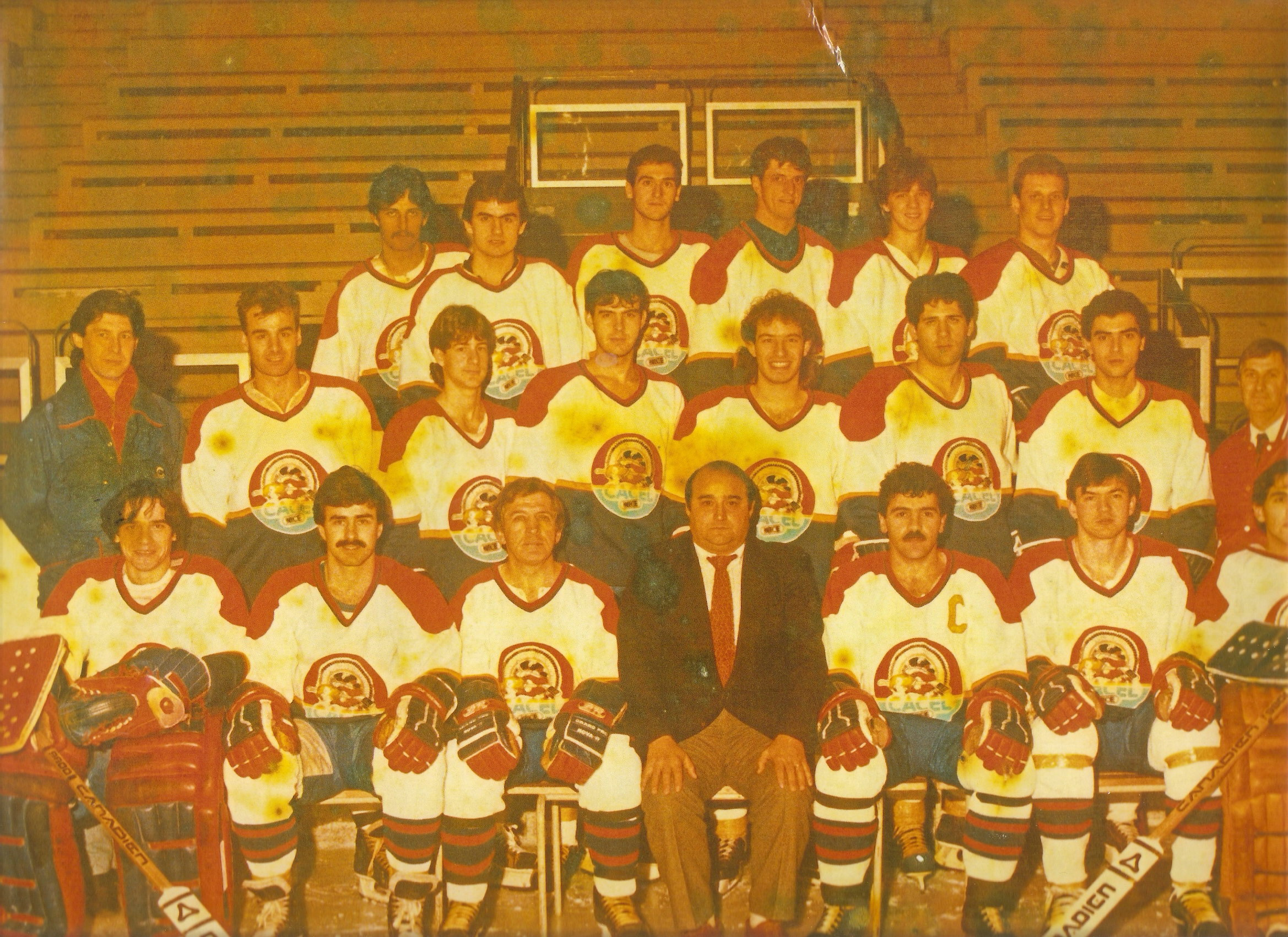
L'équipe, Vice-championne de Nationale 1B, en 1986.

À l'issue de la saison 1985-1986, dans la division devenue Nationale 1B, Nice termine premier de la Poule Sud et termine 2e de la Poule finale atteignant presque le barrage de promotion/relégation pour la Division Elite (Nationale 1A). Deux saisons plus tard, Nice est rétrogradé au 3e échelon du hockey français. À la saison 1992-1993, les nombreuses liquidations judiciaires de clubs français contraignent la Fédération française des sports de glace à fusionner les deux premières divisions dans la Division Élite, le club se retrouvant ainsi au 2e échelon, dans la Division 1.
En 1994, les Aigles devient le surnom des joueurs. Durant six saisons le club se maintient à ce niveau, mais déclare forfait avant la saison 1998-1999 et ne dispute aucun match. Un an plus tard, le club redémarre en Division 3. Après un nouveau remaniement dans les ligues et notamment le passage à 24 clubs en Division 2, le club est promu après la saison 2000-2001. En 2003 à la suite de soucis financiers le club est mis en liquidation judiciaire.

### Nice Hockey Côte d'Azur
Il repart la saison suivante sous le nouveau nom Nice Hockey Côte d'Azur (NHCA) et dès sa première saison, les aigles remportent le titre de champion de Division 3. En 2007-2008, ils remportent la Division 2 et accèdent à la division 1. À partir de 2014, les couleurs du club deviennent le rouge, noir et jaune, plus proches des couleurs traditionnelles (pour le rouge et noir) de la ville de Nice et adoptées par différents clubs niçois dans les autres sports comme le football, le rugby, le handball, ...
Le club a également depuis la saison 2014-2015, une équipe de réserve évoluant en Division 3.
Les Aigles remportent pour la première fois de leur histoire le titre de champion de Division 1 à la fin de la saison 2015-2016. Une finale remportée face à Anglet en 5 matches (3-2 en faveur de Nice) leur permettant d'être promu en Ligue Magnus.

### Nice Hockey Élite
Pour leur première saison dans l'élite, les Aigles arrivent à se maintenir en obtenant une 11e place. L'année d'après, le club se conforme aux nouveaux règlements fédéraux et une structure professionnelle est créée avec pour nom : Nice hockey élite. L'équipe réserve elle garde l'appellation du Nice hockey Côte d'Azur.
Durant la saison 2018-2019, les Aigles disputent les premières séries éliminatoires de leur histoire et perdent au premier tour face à Grenoble.

## Bilan saison par saison
| Saison    | Division     | Phases                                                           | Résultats                             | Classement final            | Coupe de France |
| --------- | ------------ | ---------------------------------------------------------------- | ------------------------------------- | --------------------------- | --------------- |
| 1999-2000 | Division 3   | Zone sud-est Poule finale est                                    | 2e/7 4e/4                             |                             | /               |
| 2000-2001 | Division 3   | Zone sud-est Poule finale est Poule finale                       | 2e/6 2e/6 4e/4                        | Promu en Division 2         |                 |
| 2001-2002 | Division 2   | Poule Sud Poule de classement                                    | 3e/12 2e/4                            | Promu en Division 1         | /               |
| 2002-2003 | Division 1   | Poule Sud Poule finale                                           | 4e/8 2e/8                             | Relégation administrative   | 1/8e f          |
| 2003-2004 | Division 3   | Zone Sud Poule Sud Carré final                                   | 1e/6 1e/5 1e/4                        | 48e · Promu en Division 2   | /               |
| 2004-2005 | Division 2   | Poule Ouest Poule finale                                         | 3e/8 5e/8                             | 36e                         | 1/16e f         |
| 2005-2006 | Division 2   | Poule Ouest Poule finale Demi-finale                             | 1e/8 2e/8 Bordeaux                    | 33e                         | 1/16e f         |
| 2006-2007 | Division 2   | Poule Sud Poule finale                                           | 4e/8 8e/8                             | 38e                         | 1/e f           |
| 2007-2008 | Division 2   | Poule Est Huitièmes de finale Quart de finale Demi-finale Finale | 2e/10 Caen Cholet Dunkerque Lyon      | 29e · Promu en Division 1   | 1/32e f         |
| 2008-2009 | Division 1   | Saison régulière Quart de finale                                 | 8e/14 Gap                             | 22e                         | 1/32e f         |
| 2009-2010 | Division 1   | Saison régulière                                                 | 9e/14                                 | 23e                         | 1/16e f         |
| 2010-2011 | Division 1   | Saison régulière Quart de finale                                 | 7e/14 Neuilly-sur-Marne               | 21e                         | 1/16e f         |
| 2011-2012 | Division 1   | Saison régulière Quart de finale Demi-finale Finale              | 1e/14 Courbevoie Reims Mulhouse       | 16e                         | /               |
| 2012-2013 | Division 1   | Saison régulière Quart de finale                                 | 6e/14 Lyon                            | 20e                         | /               |
| 2013-2014 | Division 1   | Saison régulière Quart de finale                                 | 6e/14 Mulhouse                        | 20e                         | /               |
| 2014-2015 | Division 1   | Saison régulière Quart de finale Demi-finale                     | 3e/13 Tours Anglet                    | 17e                         | 1/16e f         |
| 2015-2016 | Division 1   | Saison régulière Quart de finale Demi-finale Finale              | 1e/14 Nantes Neuilly sur Marne Anglet | 15e · Promu en Ligue Magnus | 1/16e f         |
| 2016-2017 | Ligue Magnus | Saison régulière Poule de maintien                               | 11e/12 3e/4                           | 11e                         | 1/8e f          |
| 2017-2018 | Ligue Magnus | Saison régulière Poule de maintien                               | 9e/12 2e/4                            | 10e                         | 1/16e f         |
| 2018-2019 | Ligue Magnus | Saison régulière Quart de finale                                 | 7e/12 Grenoble                        | 7e                          | 1/4e f          |
| 2019-2020 | Ligue Magnus | Saison régulière Poule de maintien                               | 10e/11 1er/3                          | 9e                          | 1/2e f          |
| 2020-2021 | Ligue Magnus | Saison régulière                                                 | 9e/12                                 | 9e                          | 1/16e f         |
| 2021-2022 | Ligue Magnus | Saison régulière Poule de maintien                               | 9e/12 1er/4                           | 9e                          | 1/4e f          |
| 2022-2023 | Ligue Magnus | Saison régulière Poule de maintien                               | 11e/12 3er/4                          | 11e                         | 1/8e f          |
| 2023-2024 | Ligue Magnus | Saison régulière Quart de finale                                 | 8e/12 Rouen                           | 8e                          | 1/4e f          |

## Joueurs

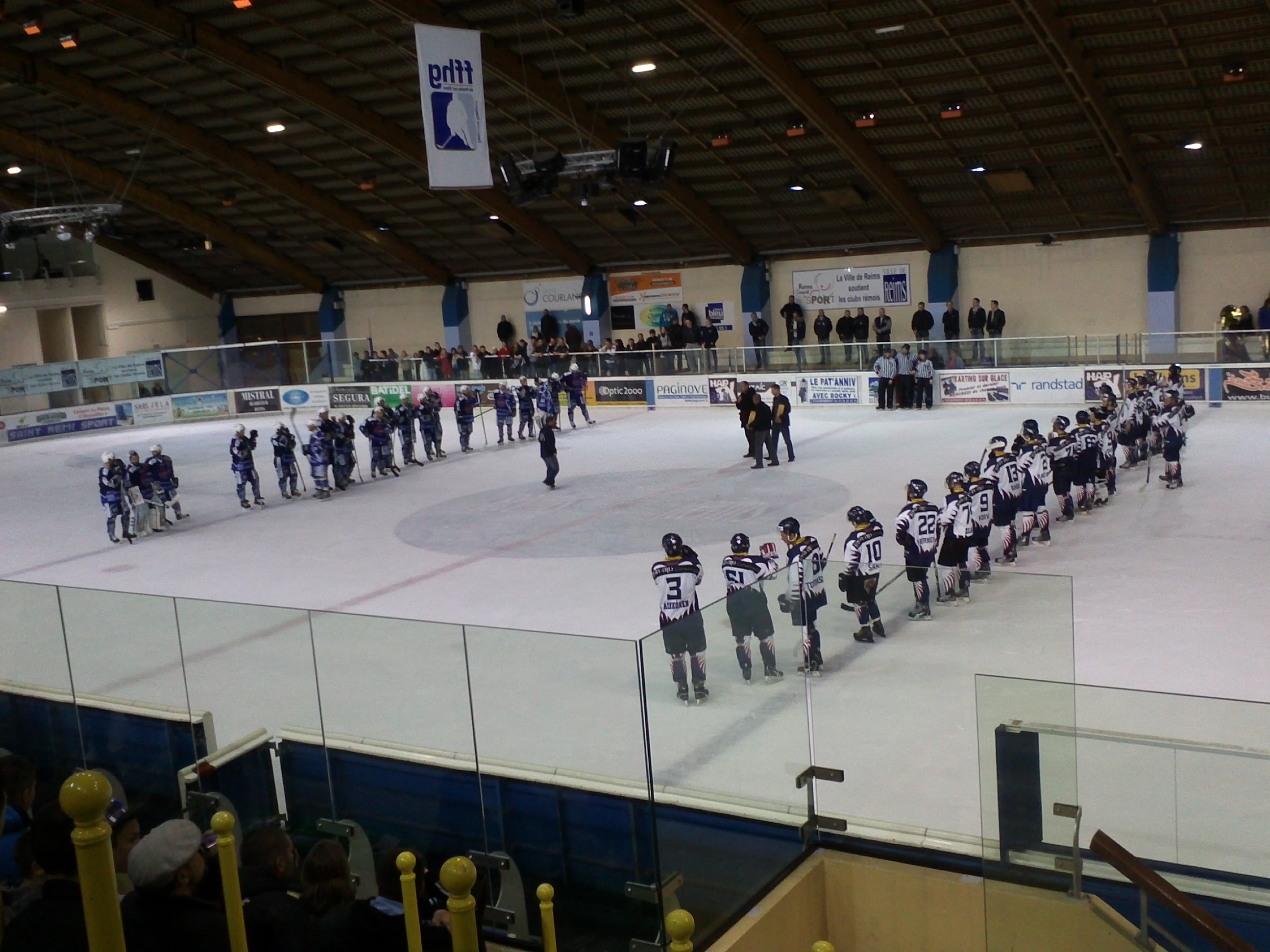
Nice (à droite)-Reims en 2012.

### Les capitaines
Voici la liste des capitaines de l'histoire des Aigles de Nice
| Période   | Nom du (des) joueur(s) | Nationalité(s)   |
| --------- | ---------------------- | ---------------- |
| 1969-     | Philippe Meignant      | France           |
|           | Philippe Lacourt       | France           |
|           | Jean-Charles Repetti   | France           |
|           | Pierre Nolay           | France           |
|           | Jean-Charles Repetti   | France           |
|           | Jean-Michel Benac      | France           |
|           | Serge Néviani          | France           |
|           | Philippe Rey           | France           |
|           | Marc Rom               | France           |
| 1996-2003 | Pascal Margerit        | France           |
| 2003-2004 | Sylvain Girard         | France           |
| 2004-2007 | Pascal Margerit        | France           |
| 2007-2008 | Augustin Gilardin      | France           |
| 2008-2011 | Tomas Banas            | Slovaquie        |
| 2011-2013 | Sylvain Roy            | France           |
| 2013-2016 | Aurélien Macon         | France           |
| 2016-2019 | Valère Vrielynck       | France           |
| 2019-2020 | Olivier Dame-Malka     | France-Canada    |
| 2020-2021 | Peter Hrehorcak        | France-Slovaquie |
| 2021-2022 | Valère Vrielynck       | France           |
| 2022-2024 | Louis Bélisle          | Canada           |
| 2024-2025 | Marc-André Lévesque    | Canada           |

### Effectif actuel
| No    | Nom                     | Nat. | Position       | Arrivée                                 |
| ----- | ----------------------- | ---- | -------------- | --------------------------------------- |
| +031, | Nikita Bespalov         |      | Gardien de but | 2023 - HC Prešov                        |
| +061, | Isaac Charpentier       |      | Gardien de but | 2022 - Scorpions de Mulhouse            |
| +069, | Lou Silighini           |      | Gardien de but | 2023 - Lynx de Valence                  |
| +070, | Conrad Mölder           |      | Gardien de but | 2023 - sans club                        |
| +004, | Yohann Alzon            |      | Défenseur      | 2023 - Dragons de Rouen                 |
| +009, | Louis Bélisle – C       |      | Défenseur      | 2022 - Boxers de Bordeaux               |
| +013, | Ivan Esipov             |      | Défenseur      | 2023 - Scorpions de Mulhouse            |
| +016, | Roope Reini             |      | Défenseur      | 2023 - Karlskrona HK                    |
| +018, | Lucas Villain           |      | Défenseur      | 2022 - Spartiates de Marseille          |
| +029, | Yoan Salve              |      | Défenseur      | 2023 - Scorpions de Mulhouse            |
| +077, | Marc-André Lévesque – A |      | Défenseur      | 2023 - Boxers de Bordeaux               |
| +007, | Radek Číp               |      | Ailier         | 2023 - Steaua Bucuresti                 |
| +008, | Bryan Sautereau         |      | Attaquant      | 2023 - Corsaires de Nantes              |
| +011, | Luka Kalan              |      | Centre         | 2023 - HK Celje                         |
| +017, | Evgueni Nikiforov       |      | Ailier         | 2023 - Pionniers de Chamonix Mont-Blanc |
| +020, | Daniel Babka            |      | Ailier         | 2022 - HK Martin                        |
| +021, | Louis Vitou             |      | Attaquant      | 2023 - Boxers de Bordeaux               |
| +028, | Andreï Rytchagov – A    |      | Centre         | 2023 - Scorpions de Mulhouse            |
| +047, | Kasper Elo              |      | Centre         | 2023 - Pionniers de Chamonix Mont-Blanc |
| +056, | Kaïs Faure-Brac         |      | Centre         | 2022 - Diables rouges de Briançon       |
| +071, | Ondřej Kopta            |      | Centre         | 2023 - GKS Jastrzębie                   |
| +073, | Jesper Larinmaa         |      | Centre         | 2023 - TUTO Hockey                      |
| +078, | Mikael Kuronen          |      | Ailier         | 2021 - GKS Katowice                     |
| +079, | Norbert Abramov         |      | Centre         | 2022 - Jokers de Cergy-Pontoise         |
| +086, | Alexis Sutor            |      | Ailier         | 2017 - HK ŠKP Poprad U18                |

## Les logos
L'aigle représenté sur le blason du club est l'un des symboles les plus anciens de la ville de Nice, il apparaît peu après 1430 dans les statuts octroyés par le duc de Savoie Amédée VIII à la ville.

Logo jusqu'en 2009
Logo de 2009 à 2014
Logo à partir de 2014

## Palmarès
Championnat de France de Division 1
- 2016

Championnat de France de Division 2
- 1984
- 2008

Championnat de France de Division 3
- 2004

Coupe de France
- 1979[11]

## Prix et récompenses du Championnat de France de hockey
Trophée Marcel-Claret
Il récompense l'équipe ayant montré le meilleur esprit sportif au cours de la saison régulière de la Ligue Magnus.
- 2017
- 2023
- 2024